# Route nationale 554
Die N554 war von 1933 bis 1973 eine französische Nationalstraße, die in zwei Teilen zwischen der N207 östlich von Manosque und der N98 westlich von Hyères verlief. Ihre Gesamtlänge betrug 110 Kilometer. Der Abschnitt zwischen Le Val und Brignoles war vor 1828 Teil der alten Führung der N7.